# إنتيليجنت سيستمز
إنتيليجنت سيستمز (بالإنجليزية: Intelligent Systems) هي شركة يابانية تطور ألعاب الفيديو، وهي فريق داخلي من شركة نينتندو. يملكها هيغاشياما كو[بحاجة لمصدر]. تأسست في 18 فبراير 1984 ومقرها الرئيسي في كيوتو في اليابان، ولحق بها فروع في العالم مثل الولايات المتحدة في 18 أكتوبر 1985. وقد أنتجت العديد من الألعاب التي تشتهتر بالأدوار التعاقبية والتخطيط الحربي كشارة النار والحروب الضارية وغيرها.

## وصلات خارجية
- (بالإنجليزية) الموقع الرسمي للشركة